# Cimetière d'avions

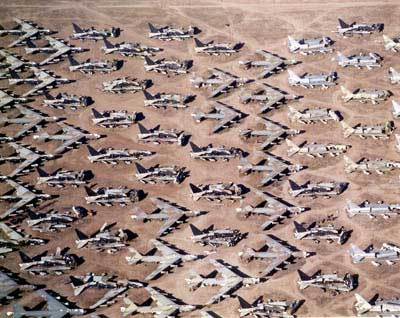
309th Aerospace Maintenance and Regeneration Group, dans l'Arizona.

Un cimetière d'avions (anglais aircraft boneyard) désigne une zone de stockage pour les aéronefs qui sont mis au rebut après leurs années de service ou directement faute de budget ou à cause de la présence d'une technologie obsolète.
La plupart des aéronefs sont conservés pour le stockage ou démantelés après leur mise à disposition pour les pièces détachées.
Les déserts, comme ceux dans le sud-ouest des États-Unis, sont de bons endroits pour ces cimetières qui sont, à cause de la taille des aéronefs, très étendus. La sécheresse du climat réduit également la corrosion et donc allonge potentiellement la durée de stockage.

## En France: installation classée pour la protection de l'environnement
Selon la législation française, les cimetières d'avions, d'une superficie supérieure ou égale à 50 m2, sont des installations classées pour la protection de l'environnement (ICPE) soumises à autorisation préfectorale. En effet, ils sont concernés par la rubrique no 2712-2 de la nomenclature des installations classées.
Les autorisations préfectorales sont délivrées sous la forme d'arrêtés préfectoraux afin d'imposer aux exploitants le respect d'un certain nombre de prescriptions techniques en vue de limiter leurs impacts environnementaux et sanitaires.
L'instruction des demandes d'autorisation d'exploiter ainsi que le contrôle du respect des prescriptions techniques par les exploitants sont réalisés par l'inspection des installations classées.

## Principaux cimetières notoires
Voici une liste non exhaustive des cimetières d'avions à travers le monde.

### Afrique
- Libye
  - Aéroport international de Tripoli

### États-Unis
- Arizona

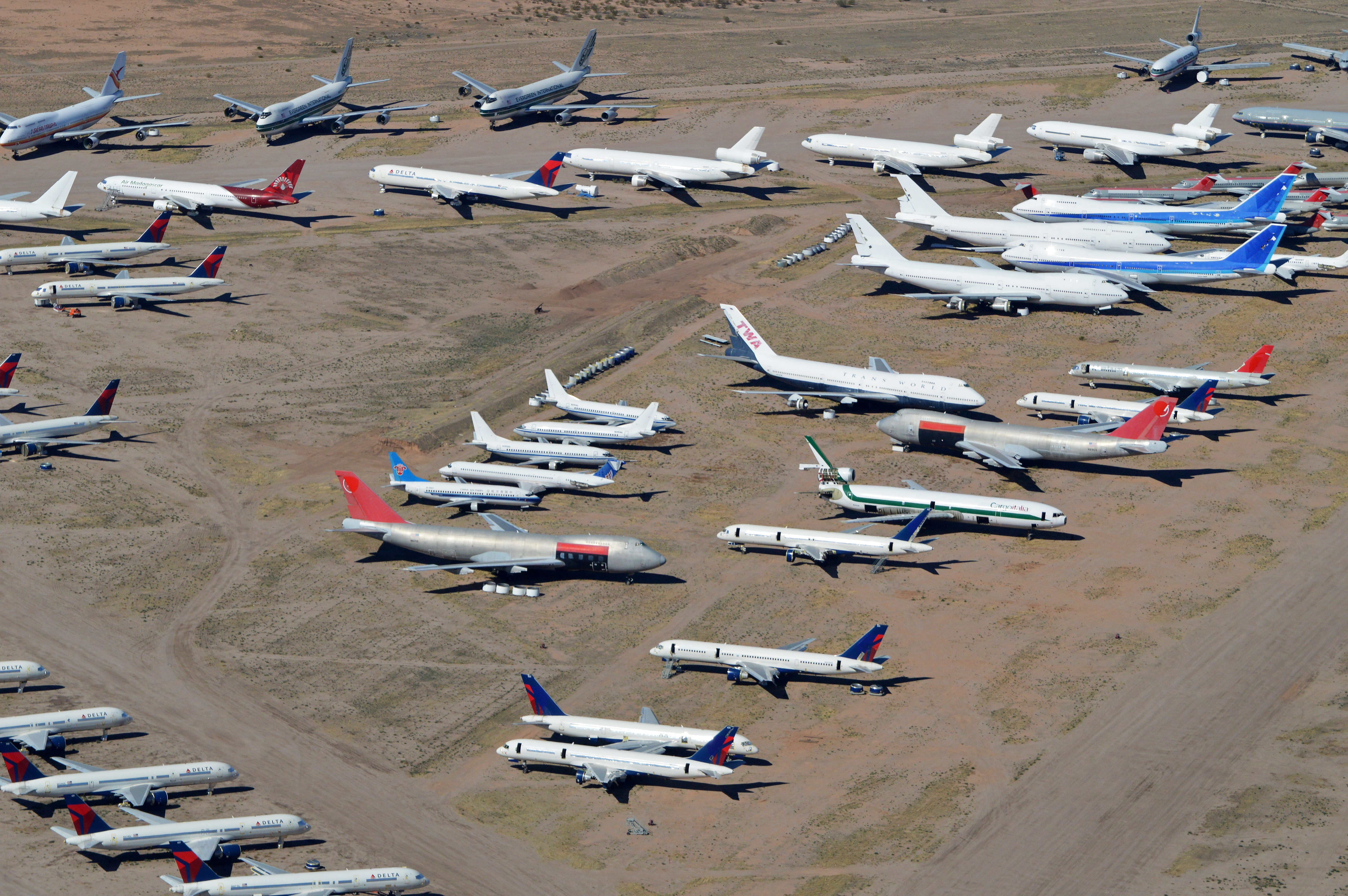
Pinal Airpark, dans le sud de l'Arizona.

  - 309th Aerospace Maintenance and Regeneration Group
  - Aéroport de Phoenix-Goodyear
  - Davis-Monthan Air Force Base
  - Kingman Airport
  - Pinal Airpark

- Californie
  - Southern California Logistics Airport
  - Mojave Spaceport

- Nouveau-Mexique
  - Roswell International Air Center

- Oklahoma
  - Scrapper's Row

- Texas
  - Aéroport régional d'Abilene

### Europe
- Espagne
  - Aérodrome de Teruel
- France
  - Aéroport de Châteauroux-Centre
  - Base aérienne 279 Châteaudun
  - Aéroport de Tarbes-Lourdes-Pyrénées

### Océanie
- Australie
  - Asia Pacific Aircraft Storage